# Língua eteocipriota
O eteocipriota foi um idioma pré-indo-europeu falado no Chipre durante a Idade do Ferro. O nome significa "cipriota verdadeiro" ou "original", de maneira paralela ao eteocretense; ambos os nome são usados pelos estudiosos modernos para se referir às línguas pré-gregas destes locais. O eteocipriota era escrito no silabário cipriota, uma escrita silábica derivada do Linear A (através da variante cipro-minoica, Linear C). O idioma passou a ser ameaçado pelo grego árcado-cipriota a partir do século X a.C., tornando-se extinto por volta do século IV a.C.
A língua ainda é desconhecida, com exceção de um pequeno vocabulário atestado em inscrições bilíngues. Tópicos como sintaxe e uma possível inflexão ou aglutinação continuam sendo um mistério. Traduções parciais dependem, em grande parte, no idioma ou grupo de idiomas assumido pelo tradutor, porém não há consistência. Alguns linguistas conjecturaram uma relação com o etrusco e o lêmnio, e outros com o semítico do noroeste. Aqueles que não advogam qualquer uma destas teorias frequentemente adotam o modelo de um idioma pré-grego desconhecido. Devido ao pequeno número de textos encontrados, existe atualmente muita especulação sobre o assunto.